# Hodov (Úvaly)
Hodov je bývalý poplužní dvůr s tvrzí a místní část města Úvaly v okrese Praha-východ, který se nachází v severozápadní části Úval při cestě do Jiren, u potoka Výmoly pod severní stranou vrchu Holá Hostyně.

## Historie
Dvůr je uváděn roku 1346 jako součást Kolodějského panství v majetku Meinlina Rokycanského. Dalšími majiteli jsou zapsáni Vácslav, Linhart a Mikuláš bratří Planerové, kteří v roce 1364 založili oltář v kostele sv. Víta a nadali jej platem v Hodově. V roce 1373 na Hodově seděl vladyka Bolen. O sto let později jsou zde uváděni sirotci po Mikuláši Hostynském ze Stežova, který zemřel před rokem 1473.
V roce 1542 patřila již pustá tvrz Hodov s dvorem pustým k Hostyni a roku 1560 byla připojena ke Škvorci.